# تريسي سافاج
تريسي سافاج (بالإنجليزية: Tracie Savage)‏ هي صحفية وممثلة أمريكية، ولدت في 7 نوفمبر 1962 في الولايات المتحدة. من الجوائز التي نالتها جائزة إيمي.

## أعمال

### أفلام
- (1982) يوم الجمعة الثالث عشر الجزء الثالث

### مسلسلات
- أيام سعيدة

## جوائز
- جائزة إيمي

## وصلات خارجية
- تريسي سافاج على موقع IMDb (الإنجليزية)
- تريسي سافاج على موقع ألو سيني (الفرنسية)
- تريسي سافاج على موقع قاعدة بيانات الأفلام السويدية (السويدية)
- تريسي سافاج على موقع قاعدة بيانات الفيلم (الإنجليزية)
- تريسي سافاج على موقع كينوبويسك (الروسية)